# スパーキーシャドー
Sparky Shadow（スパーキーシャドウ）は、名古屋市を中心に活動する&ダンスボーカルユニットにして、女性ローカルアイドルグループである。

## 概要
2014年12月、名古屋を拠点に活動を開始。

## 特色
過激になりがちなローカルアイドルのファン交流の形を強く制限し、ファンとの握手を含む身体接触を禁止するなど、メンバーにやさしいグループとして誕生した。男性スタッフによる女性タレントとの身体接触は禁止、レッスンは完全無料、ライブ時は交通費支給・食事提供ありなど、徹底した配慮が特徴。
月曜日、雨天などを除き、ほぼ毎日どこかで路上ライブを行っている。(金山駅南口がメイン。2021年9月現在、緊急事態宣言に伴い、休止中)
また、事務所でもあるLIVE&BAR SPACE FATEにて、カフェイベントを行うことも多い。これらのイベントでは、メンバーが考え、調理したメニューが提供される。※味や見た目、量などはメンバー任せ

## 社会貢献活動
- ハーレーサンタCLUB NAGOYA主催の「クリスマス トイラン in Nagoya」(オレンジリボン・児童虐待防止運動バイカーズ パレード)へ参加。
- 児童虐待防止啓発テーマソング 「Make You Smile」をリリース。
- コロナ禍に見舞われた2020年、メンバーが「自分たちにできることを」と手作りマスクを無料配布。

## 作品

### アルバム
- Make You Smile（2020年12月20日）
- SPARKY READY GO（2016年12月08日）
- 今ここに生きている

### シングル
- ONE TIME LIFE（2020年03月31日）
- My dream（2015年11月03日）
- be with you（2015年09月20日）
- 夏のフェスタ

## 出演

### 2023年
- 06/24 〜BSJ THEATER VANQUISH主催〜 土曜の昼だよ！無銭だよ！全員集合♫
- 07/22 FJ GIRLS MIX LIVE
- 07/22 道プロジェクト
- 07/23 IBUKIOROSHI
- 08/13 せきてらす真夏の夜の宴
- 08/25 FRIDAY GIRL'S STATION@CLUB SARU
- 08/27 モーニングイベント 〜無銭だよ！大須シアターバンキッシュに全員集合！〜
- 08/27 日本ど真ん中祭り
- 09/02 ASP BBQ
- 09/16 環境デーなごや2023
- 09/17 アイドル♡LIVE in マイアミ
- 09/24 音子島 in イオン八事店
- 09/30 M Fes in マルハリゾート
- 10/08 音子島 in 刃物まつり
- 10/14 第10回三河湾大感謝祭
- 10/22 IBUKIOROSHI
- 11/12 ユニオンまつり
- 11/23 バンバン⭐︎バンキッシュ
- 11/25 秋空音楽祭 前日祭

### 2021年
- 10/30 Artist Support Planning主催 ASPFES出演

### 2020年
- 12月 児童虐待防止法啓発運運動TOY RUN 児童虐待防止法啓発テーマソング公式発表
- 07-08月 ミツコシマエ・ヒロバス長期イベント WITHコロナ地域連携出店企画ステージ連日出演
- 07/07 - 08　名古屋から世界へSDGsでつなぐ JC・フィリピンフェスタ 名古屋レインボープライド

### 2019年
- 12/22 ハーレーサンタCLUB NAGOYA

### 2018年
- 05/13 栄ミナミ音楽祭
- 05/05 GOLD RUSH 2018
- 03/24 さくら祭り＠国営木曽三川公園
- 03/23 中京テレビ「キャッチ」出演
- 02/27 朝日新聞掲載
- 02/10 名古屋ポップアップアーティスト
- 02/09 -  GATHERING！！＠SPADEBOX　レギュラー出演
- 02/03 Hotty & Rhythm 出演
- 01/22 -  ＠FM「美勇士くんSTATION」レギュラー出演
- 01/19 DMM Bitcoin CM出演

### 2017年
- 12/29 Sparky Shadow 3周年ワンマンライブ
- 11/05 2nd Anniversary ＠FATE
- 09/07 神聖かまってちゃん「イマドキの子」MV出演
- 07/23 ReNY Limited 出演
- 06/19 ＠FM「美勇士くんSTATION」出演
- 06/04 FM77.3「サンサタラジオ」出演
- 04/15 「戦国アイドルまつり」出演
- 03/10 読売新聞「チャリティーフェス」掲載
- 02/16 -  POWDER CULTURE　定期出演

### 2016年
- 11/14 映画「アーリーサマー」
- 06/25 映画「日本で一番悪い奴ら」
- 06/04 - 05 舞台「野獣郎見参」
- 05/25 小江戸 Night vol.2 ＠池袋シアターYES
- 05/04 からあげ王選手権2016
- 05/03 IDOL GOLDEN GROOVE 2016
- 03/27 さくら祭り
- 01/23 ご当地アイドルPARK! in YANAGASE!～ 1,2,3,特別篇！～
- 01/21 - 02/22 テレビ愛知「美女のミニ惑」
- 01/10 -  金山にぎわいマルシェ

### 2015年
- 11/23 いも煮まつり
- 11/21 ご当地アイドルPARK! in YANAGASE!
- 11/08 TKC 土岐市駅前Danceイベント
- 09/27 IDOL ISLAND Vol.2 in 肉フェスNAGASIMA RESORT 2015
- 09/21 IDOL GROOVE LIVE IN YOKOHAMA 2015
- 09/20 南大津通歩行者天国まちかどライブ
- 09/13 MANILA CONNECTION
- 08/27 - 29 Beer Festival
- 08/16 アイドルステージ戦国名古屋城でらバトル
- 08/02 MUSIC＆FOODフェスタ「Beat」
- 07/31 ゴールドボイス(株) 感謝祭
- 07/18 -  新舞子レインボーサマー2015
- 06/28 なんブーちゃんフェスタ2015　いいものまつり
- 05/02 ＠ Bottom Line
- 04/27 FM Aichi 美勇士くんSTATION
- 04/12 戦国アイドルまつり ＠ 安土桃山文化村
- 03/15 NHK BSプレミアム ドラマ「４６１個のありがとう」
- 03/08 ＠ HeartLand STUDIO
- 02/28 情熱 ＠ club EDITS
- 02/10 ＠ HOLIDAY NEXT NAGOYA
- 01/04 東海テレビ グランスピアー

### 2014年
- 12/31 NEW CALL JAM #11 ＠ 六本木 CLUB EDGE
- 12/28 始動 ＠ 3star